# Полнова, Татьяна Фёдоровна
Татьяна Фёдоровна Полнова (до замужества — Зайкова) (род. 20 апреля 1979 года, Славянск-на-Кубани, СССР) — бывшая российская и турецкая прыгунья с шестом, мастер спорта международного класса.
С 1998 по 2002 год выступала за Турцию под именем Туна Кёстем (тур. Tuna Köstem). Чемпионка России в помещении 2004 года, чемпионка России 2005 года, бронзовый призёр чемпионата Европы 2006 года.

## Биография и карьера
Дебютировала на международных соревнованиях в 1997 году на чемпионате Европы среди юниоров в Любляне, где заняла 8 место. В 2003 году победила на Летней Универсиаде в Тэгу и Всемирном легкоатлетическом финале в Монако.
Замужем за своим тренером Сергеем Владимировичем Полновым.
Завершила карьеру в 2013 году после получения травмы на чемпионате России.

## Основные результаты

### Международные
| Год    | Соревнования                      | Место проведения     | Место  | Результат |
| Россия | Россия                            | Россия               | Россия | Россия    |
| ------ | --------------------------------- | -------------------- | ------ | --------- |
| 1997   | Чемпионат Европы среди юниоров    | Любляна, Словения    | 8      | 3,75 м    |
| Турция |                                   |                      |        |           |
| 1998   | Чемпионат мира среди юниоров      | Анси, Франция        | 10     | 3,90 м    |
| 1998   | Чемпионат Европы                  | Будапешт, Венгрия    | 24 (q) | 3,80 м    |
| Россия |                                   |                      |        |           |
| 2003   | Летняя Универсиада                | Тэгу, Южная Корея    | 1      | 4,70 м    |
| 2003   | Всемирный легкоатлетический финал | Монте-Карло, Монако  | 1      | 4,68 м    |
| 2004   | Всемирный легкоатлетический финал | Монте-Карло, Монако  | 2      | 4,78 м    |
| 2005   | Чемпионат Европы в помещении      | Мадрид, Испания      | 5      | 4,60 м    |
| 2005   | Чемпионат мира                    | Хельсинки, Финляндия | 4      | 4,50 м    |
| 2005   | Всемирный легкоатлетический финал | Монте-Карло, Монако  | 3      | 4,50 м    |
| 2006   | Чемпионат Европы                  | Гётеборг, Швеция     | 3      | 4,65 м    |
| 2007   | Чемпионат мира                    | Осака, Япония        | 9      | 4,60 м    |
| 2007   | Всемирный легкоатлетический финал | Штутгарт, Германия   | 4      | 4,67 м    |
| 2008   | Всемирный легкоатлетический финал | Штутгарт, Германия   | 5      | 4,50 м    |
| 2009   | Чемпионат мира                    | Берлин, Германия     | 7      | 4,40 м    |

### Национальные
| Год  | Соревнования                                         | Место проведения | Место | Результат |
| ---- | ---------------------------------------------------- | ---------------- | ----- | --------- |
| 1998 | Чемпионат России по лёгкой атлетике в помещении 1998 | Москва           | 2     | 4,00 м    |
| 2002 | Чемпионат России по лёгкой атлетике в помещении 2002 | Волгоград        | 3     | 4,20 м    |
| 2002 | Чемпионат России по лёгкой атлетике 2002             | Чебоксары        | 3     | 4,35 м    |
| 2003 | Чемпионат России по лёгкой атлетике в помещении 2003 | Москва           | 2     | 4,50 м    |
| 2003 | Чемпионат России по лёгкой атлетике 2003             | Тула             | 3     | 4,40 м    |
| 2004 | Чемпионат России по лёгкой атлетике в помещении 2004 | Москва           | 1     | 4,60 м    |
| 2004 | Чемпионат России по лёгкой атлетике 2004             | Тула             | 2     | 4,50 м    |
| 2005 | Чемпионат России по лёгкой атлетике 2005             | Тула             | 1     | 4,50 м    |
| 2006 | Чемпионат России по лёгкой атлетике в помещении 2006 | Москва           | 2     | 4,50 м    |
| 2006 | Чемпионат России по лёгкой атлетике 2006             | Тула             | 2     | 4,50 м    |
| 2007 | Чемпионат России по лёгкой атлетике 2007             | Тула             | 3     | 4,55 м    |
| 2008 | Чемпионат России по лёгкой атлетике 2008             | Казань           | 3     | 4,60 м    |
| 2009 | Чемпионат России по лёгкой атлетике 2009             | Чебоксары        | 3     | 4,50 м    |
| 2010 | Чемпионат России по лёгкой атлетике в помещении 2010 | Москва           | 2     | 4,70 м    |
| 2010 | Чемпионат России по лёгкой атлетике 2010             | Саранск          | 3     | 4,05 м    |
| 2011 | Чемпионат России по лёгкой атлетике 2011             | Чебоксары        | 3     | 4,40 м    |
| 2013 | Чемпионат России по лёгкой атлетике 2013             | Москва           | —     | NM        |